# میلکی وی
میلکی وی (انگلیسی: Milky Way) شرکت صنایع غذایی آمریکایی است، که در سال ۱۹۲۴ تأسیس شد و هم‌اکنون زیرمجموعه‌ای از شرکت مارس اینکورپوریتد می‌باشد.